# Carlo de Cremona
Carlo de Cremona (Carulo de Cremona en llatí, ... - 1510) fou un polític llombard, governador de Bellinzona per el Duc de Milà al temp de la batalla de Giornico.
També oficial de caça per el Duc Francesc Sforza, vers la fi de la seva vida es posa al servei de la ciutat de Florència, sense gran resultats.
Té mitjana importància en la historia de la llengua llombarda: la seva menció de la llengua en una lletra al Duc Joan Galeàs Sforza del 1478 és la quarta més antiga coneguda, després de la de Salimbene de Adam (1280), dels Leys d'Amors (1355) i de la menció en Curial i Güelfa (1453).